# 黑鳃银口天竺鲷
黑鳃银口天竺鲷（学名：Jaydia poeciloptera）又名雜色天竺鯛、黑鳃天竺鱼、黑鳃拟天竺鲷、黑鳃天竺鲷，为輻鰭魚綱鈎頭魚目天竺鲷科银口天竺鲷属的鱼类。广泛分布于印度洋到西太平洋水深19至146公尺处, 从印度往东到菲律宾, 南到澳大利亚北部, 北到日本南部海域。

## 特徵
本魚體延長而側扁，眼大，口大略下位。體色呈銀白色，背部顏色為淺褐色，體具不規則的斑塊，被櫛鱗，各鰭具黑色邊緣，尾鰭截形，胸鳍通常16条，鳃腔、第一鳃弓及其鳃耙均为黑色，體長可達14公分。

## 生態
本魚棲息於沙泥底質的海域，有時會出現在河口，白天躲藏於陰暗處，夜間出來覓食，屬肉食性。繁殖期時，雄魚具有口孵習性，卵約7日化成仔魚，由雄魚吐出，具短暫的仔魚飄浮期。